# لوكاس ميلر
لوكاس ميلر (بالإنجليزية: Lucas M. Miller)‏ (و. 1824 – 1902 م) هو سياسي، ومحامي، وفلاح، وشخصية أعمال، وقانوني، ومشرع أمريكي، ولد في ليفاذيا، كان عضوًا في الحزب الديمقراطي، توفي في أوشكوش، عن عمر يناهز 78 عاماً.

## مناصب
تولى منصب عضو مجلس النواب الأمريكي
- عضو جمعية ولاية ويسكونسن

.